# Dianne Van Rensburg
Dianne Van Rensburg (4 maart 1968) is een tennisspeelster uit Zuid-Afrika.
In 1985 verliest ze de finale van Roland Garros meisjesenkelspel van Laura Garrone. Het jaar daarop plaatst ze zich via het kwalificatietoernooi voor Wimbledon, en speelt ze haar eerste grandslam.